# Narinder Singh Kapany
Narinder Singh Kapany (* 12. Oktober 1926 in Moga, Punjab, Indien; † 4. Dezember 2020 in Redwood City, Kalifornien, Vereinigte Staaten) war ein US-amerikanischer Physiker indischer Herkunft, der zuweilen als Erfinder der Lichtwellenleiter genannt wird; andere nennen hier Manfred Börner.
Er wuchs in Dehra Dun auf und graduierte an der Agra University. Anfangs war er in britischem Auftrag Leiter einer indischen Waffenfabrik in Rajpur. 1952 siedelte er nach London über, wo er Optik am Imperial College of Science and Technology, London studierte und 1955 seinen Ph. D. erwarb. Er leistete bedeutende Forschungsbeiträge auf den Gebieten der Interferenzmikroskopie, der Erfassung optischer Werte, der Fotoelektronik und der Lichtleiterforschung.
Er lehrte an der University of Rochester im Staat New York und später am Illinois Institute of Technology in Chicago. 1960 wurde er Fellow der American Physical Society.
Ab 1960 lebte er im Silicon Valley und gründete Optics Technology Inc., die 1967 an die Börse ging. 1973 gründete er Kaptron Inc., deren Präsident und CEO er war, bis er sie 1990 an AMP verkaufte.
Kapany starb im Dezember 2020 im Alter von 94 Jahren.